# Індуктор (хімія)
Ідуктор (рос. индуктор, англ. inductor) —
- 1. Речовина, реакція якої в системі спряжених реакцій викликає чи прискорюєіншу (індуковану) реакцію. На противагу до каталізатора індуктор незворотно витрачається під час реакції.
- 2. Речовина, що викликає синтез певного ферменту, який є більш пристосованим до структури субстрату.